# Wilhelm Kükenthal

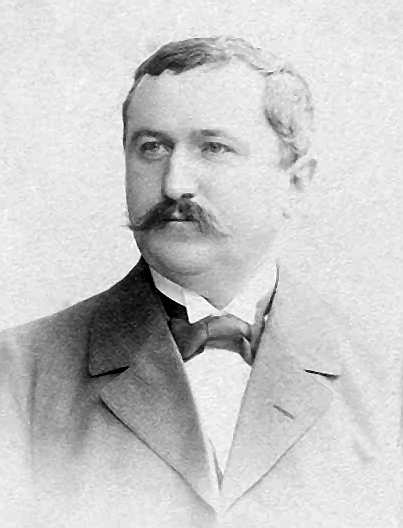
Willy Georg Kükenthal (1901)

Wilhelm (Willy) Georg Kükenthal (* 4. August 1861 in Weißenfels; † 22. August 1922 in Berlin) war ein deutscher Zoologe und Forschungsreisender. Er war Hochschullehrer in Jena, Breslau und Berlin und galt als Spezialist für Korallen und Wale.

## Biografie
Kükenthal war ein älterer Bruder des Theologen und Botanikers Georg Kükenthal. Er besuchte Schulen in Weißenfels und Halle (Saale). Nach dem Abitur begann er an der Ludwig-Maximilians-Universität München Naturwissenschaften zu studieren. 1880 wurde er im Corps Makaria München recipiert (xxx,FM).
Als Inaktiver wechselte er an die Universität Jena. Dort
wurde er 1884 zum Dr. phil. promoviert. Er habilitierte sich 1886 und wurde 1889 Professor für Zoologie. Im Jahr 1891 wurde er in die Deutsche Akademie der Naturforscher Leopoldina gewählt.
1898 folgte Kükenthal dem Ruf der Königlichen Universität Breslau auf den Lehrstuhl für Zoologie und vergleichende Anatomie. Zugleich wurde er damit Leiter des Zoologischen Museums. Er war Referent im Promotionsverfahren zur Erlangung der Doktorwürde der philosophischen Fakultät der Universität Breslau für Hugo Reinhart mit dessen Inaugural-Dissertation Ueber den Feineren Bau einiger Nephthyiden.
Nach einer Gastprofessur an der University of Cambridge in den Jahren 1911 und 1912 wurde Kükenthal für das akademische Jahr 1916/17 zum Rektor der Universität Breslau gewählt. 1918 wurde Kükenthal Professor für Zoologie an der Friedrich-Wilhelms-Universität Berlin und Direktor des Zoologischen Museums. Ab 1919 war er ordentliches Mitglied der Preußischen Akademie der Wissenschaften.
Um Studienmaterial zu sammeln, unternahm er ausgedehnte Reisen. Er bereiste 1883 und 1885 die Westküste Norwegens und arbeitete am Bergen Museum. Zwischenzeitlich an der Zoologischen Station Neapel, unternahm er 1886 von Tromsø aus eine Fahrt in die Arktis, um Wale zu studieren. 1889 folgte eine zweite Arktisfahrt zur wenig erforschten Ostküste Spitzbergens und nach König-Karl-Land. 1894 erkundete er den Malaiischen Archipel und die nördlichen Molukken. Bei seinem breiten zoologischen Interesse sammelte er viel Material, das sich heute zum größten Teil im Frankfurter Senckenberg-Museum befindet. Ein Spezialgebiet waren die Octocorallia.
1918/19 war Kükenthal Präsident der Deutschen Zoologischen Gesellschaft. Acht Jahre nach den ersten Symptomen erlag er kurz nach seinem 61. Geburtstag einem Krebsleiden.

## Familie
Eine Tochter von Kükenthal, Charlotte Kükenthal (* 15. Mai 1891 in Jena), war mit dem Theologen Walter Bauer verheiratet.

## Ehrungen
- Es gibt über 20 taxonomische Artnamen nach Willy Kükenthal. Sie benutzen die nach den Regeln der Internationalen Zoologischen Nomenklatur latinisierte Namensform Kuekenthal.
- Die Insel Kükenthaløya zwischen den Inseln Spitzbergen und Barentsøya ist ebenso nach ihm benannt wie der Höhenzug Kükenthalfjellet[6] und der Gletscher Kükenthalbreen[7] auf Svenskøya in König-Karl-Land.
- Das Handbuch Kükenthals Leitfaden für das Zoologische Praktikum ist das Standardwerk der zoologischen Ausbildung in Deutschland.

## Schriften
- Vergleichend-anatomische und entwickelungsgeschichtliche Untersuchungen an Walthieren, zwei Bände, Fischer, Jena 1889/1893.
- Forschungsreise in das europäische Eismeer 1889, Bremen 1890 (Digitalisat)
- Forschungsreise in den Molukken und in Borneo, Frankfurt a. M., 1896 (Digitalisat)
- Leitfaden für das zoologische Praktikum, 1898 (fortgeführt und neu bearbeitet bis heute: 27. Auflage 2014, Digitalisat der 6. Auflage, 1912)
- mit Wilhelm Sievers: Australien, Ozeanien und Polarländer, in W. Sievers: Allgemeine Länderkunde, 1902, 1910.
- Ueber einige Korallentiere des Roten Meeres. In: Denkschriften der Medizinisch-Naturwissenschaftlichen Gesellschaft zu Jena, 11, (= Festschrift zum siebzigsten Geburtstage von Ernst Haeckel, Herausgegeben von seinen Schülern und Freunden), Fischer, Jena 1904, S. 31–58 (Digitalisat)
- mit Robert Hartmeyer: Ergebnisse einer zoologischen Forschungsreise nach Westindien im Jahre 1907, Fischer, Jena 1916.
- Handbuch der Zoologie, de Gruyter, Berlin 1925.
- Briefe und Tagebuchaufzeichnungen Willy Kükenthals von seiner Reise in den Malaiischen Archipel 1893–1894, Springer Spektrum, Berlin 2018, ISBN 978-3-662-54876-9.